# Wilhelm Weidmüller
Wilhelm Weidmüller (* 22. Mai 1889; † nach 1954) war ein deutscher Lehrer.

## Leben
Weidmüller stand von 1916 bis 1954 im bayerischen Schuldienst. Zuletzt war er Rektor einer Münchner Schule. Er war Verfasser einer Reihe von Veröffentlichungen über pädagogische und methodische Themen. Zudem erstellte er Heimatkarten und arbeitete an Atlanten mit. Er galt als Fachmann auf dem Gebiet der Schriftforschung und -gestaltung.

## Ehrungen
- 1958: Verdienstkreuz am Bande der Bundesrepublik Deutschland

## Quelle
- Bundesarchiv B 122/38473

| Personendaten    | Personendaten       |
| ---------------- | ------------------- |
| NAME             | Weidmüller, Wilhelm |
| KURZBESCHREIBUNG | deutscher Lehrer    |
| GEBURTSDATUM     | 22. Mai 1889        |
| STERBEDATUM      | nach 1954           |